# Miller Lite Hall of Fame Championships 2001
Miller Lite Hall of Fame Championships 2001 — тенісний турнір, що проходив на кортах з твердим покриттям у місті Ньюпорт, USA з 9 липня . Належав до категорії ATP International Series.

## Фінальна частина

### Одиночний розряд
Невілл Годвін —  Мартін Лі 6–1, 6–4

### Парний розряд
Боб Браян /  Майк Браян —  Андре Са /  Гленн Вейнер 6–3, 7–5